# در واقع عشق
در واقع عشق (انگلیسی: Love Actually) فیلمی در ژانر کمدی رمانتیک به کارگردانی ریچارد کرتیس است که در سال ۲۰۰۳ منتشر شد.

## بازیگران
- آلن ریکمن - هری
- اما تامپسون - کرن
- هیو گرانت - دیوید
- کیرا نایتلی - جولیت
- لیام نیسون - دنیل
- کالین فرث - جیمی
- لورا لینی - سارا
- بیل نای - بیلی مک
- روآن اتکینسون - روفوس
- بیلی باب تورنتون - رئیس‌جمهور ایالات متحده
- کلودیا شیفر - کارول
- توماس سنگستر - سم
- هایکه ماکاچ - میا
- گرگور فیشر - جو
- جوانا پیج - جودی
- کریس مارشال - کالین فریسل
- عبدول سالیس - تونی
- مارتین فریمن - جان
- اندرو لینکلن - مارک
- خودریگو سانتورو - کارل
- چیویتل اجیوفور - پیتر
- دنیس ریچاردز - کارلا
- جنیوری جونز - جینی
- نینا سوسانیا - آنی
- لولو پاپلول - دیزی
- ایوانا میلیچویچ - استیسی
- آدام گادلی - آقای ترنچ
- الیویا اولسون - جوانا
- شانون الیزابت - هریت
- سیه‌نا گیلری - دوست‌دختر جیمی
- روبی ترنر - جین (مادر جوانا)
- مایکل فیتسجرالد - مایکل (برادر سارا)
- مارتین مک‌کاچن - ناتالی
- روری مک‌گرگور - مهندس
- الیزابت مارگونی - اِلِنور
- مگ وین اوون - مری (منشی نخست‌وزیر)
- مارکوس بریجستاک - مایکی
- جولیا دیویس - نانسی
- جان شاریان - راننده تاکسی فرودگاه ویسکانسین
- مایکل پارکینسون - پارکی
- مریدیت اوستروم - یکی از زنان رقصنده در ویدئوی بیلی
- جو وایلی - دی‌جی رادیو
- دکلن دانلی - دِک
- جیلین بارج - یکی از وزرای کابینه
- دن فریدنبرگ - برادر جیمی
- لیندن دیوید هال - خوانندهٔ عروسی

### بازیگرانی که نامشان در عنوان‌بندی فیلم نیامده است
- شِوی لمونت کوفیلد - برنامه‌ریز جشن عروسی
- ریچارد کرتیس - نوازندهٔ ترومبون
- فرانسیس د لا تور - لزبین
- ربه‌کا فرین - جوانا (همسر درگذشتهٔ دانیل)
- ژن مورو - مسافر تاکسی در فرودگاه مارسی
- فیونا تامپسون - یکی از مسافران پروازهای ورودی به فرودگاه